# Cheiloneurus izhevskyi
Cheiloneurus izhevskyi is een vliesvleugelig insect uit de familie Encyrtidae. De wetenschappelijke naam is voor het eerst geldig gepubliceerd in 2008 door Trjapitzin & Triapitsyn.